# Stegastes gascoynei
Stegastes gascoynei és una espècie de peix de la família dels pomacèntrids i de l'ordre dels perciformes.

## Morfologia
Els mascles poden assolir els 15 cm de longitud total.

## Distribució geogràfica
Es troba al sud del Mar del Corall, Austràlia, Nova Caledònia i Nova Zelanda.